# Fir Darrig
Dans la mythologie irlandaise, le fir darrig, far darrig ou dans l'orthographe irlandaise fear dearg (prononcer [ɸaɾ ˈdʲaɾəgˠ]), est décrit comme un lutin tantôt gigantesque, tantôt minuscule. On dit de lui qu'il a tendance à forcer les habitants d'une maison à l'accueillir chez eux, et à lui réserver la meilleure place, au coin du feu. Par la suite, il prendra ses aises, allant jusqu'à faire sécher ses vêtements répugnants imprégnés de son horrible odeur au-dessus de l'âtre. Si les habitants de la chaumière n'obtempèrent pas, on dit que le fir darrig leur jouera toute sorte de tours et les harcèlera sans répit.
D'après une autre version, ces lutins vivraient dans les chalets, entre le plafond et la chaume. Leur rôle serait la plupart du temps de jouer de mauvais tours aux habitants, mais aussi, en cas de danger, de les protéger. 
Physiquement, ce lutin est semblable à ses cousins, les leprechauns et les cluricaunes, si ce n'est qu'il s'habille souvent de rouge (Fear Dearg signifie en irlandais et en gaélique d'Écosse Homme rouge).

## Sources
- Encyclopédie du Merveilleux : Tome 1 : Des peuples de la lumière par Édouard Brasey (2005)

citant lui-même La République Mystérieuse de Robert Kirk (1691)